# Debreczeni Szűr Gáspár
Debreczeni Szűr Gáspár
1598–99-ben Szinyén és Sebesen volt református prédikátor.
Műve: (Aitatos imatsag)… Az ajánlás költ Szynyen S. Berthalan napian, Az Vrnak 1599. Esztendeiben. (Bártfa, feltehetőleg 1599) Egyetlen csonka példánya, melyből a címlap és az ajánlás első és harmadik levele hiányzik, az Országos Széchényi Könyvtárban található.